# Надольський Андрій Іванович
Андрій Іванович Надольський (нар. 11 червня 1963; Миколаїв, Львівська область) — український барабанщик та перкусіоніст.

## Життєпис
Народився в Миколаєві Львівської області 11 червня 1963 року.
Почав грати на барабанах у віці 6-7 років як аутодидакт. Пізніше вчився у Львівському музичному училищі(1979—1983) та Львівській консерваторії (1984—1987).
Паралельно з навчанням працює солістом у філармонічних вокально-інструментальних колективах рок-напрямку (Рівне, Липецьк, Батумі) та гастролює по території СРСР (всі 15 союзних Республік). 1989 році починає працювати в Хмельницькому молодіжному центрі та невдовзі переїжджає до Москви. В Москві працював у складі гуртів «Мегаполіс» (1990—1992) та «Звукі Му» Петра Мамонова (1992—1996). У 1998 році повернувся до України. Був учасником гуртів «Мертвий півень» (з 1999), та «Плач Єремії» (2001—2011).
В 2005—2012 році виступає учасником гурту «Esthetic Education» та гурту «Pianoбой» Дмитра Шурова (2011—2016).

### Участь у формаціїNOVA OPERA
У 2014 році потрапляє до театру ДАХ, де знайомиться з Владом Троїцьким, який запрошує його до базового складу формації NOVA OPERA для роботи над імпровізаційною оперою Коріолан. З 2015 по 2019 рік бере участь у створенні всіх опер композиторів Романа Григоріва та Іллі Разумейка на базі формації NOVA OPERA: IYOV — Babylon — ARK (режисер Влад Троїцький), сонОпера непрОсті (за лібретто Траса Прохасько), trap-opera WOZZECK та футуристична опера AEROPHONIA (лібрето Юрія Іздрика), неоопера-жах HAMLET (режисер Ростислав Держипільский) та опера-антиутопія GAZ (режисер Вірляна Ткач).
В якості соліста формації NOVA OPERA виступав в Україні (фестивалі ГогольFest, Національна опера України, фестиваль LvivMozArt), Польщі (шекспірівський театр у Гданську, велика зала центру споткання культур у Любліні), Данії (Копенгаген), Македонії (Скоп'є, Македонська опера), Австрії (Скляна зала Віденської філармонії), Франції (зал Корто та собор Сен-Мері), Голландії (Роттерlамські оперні дні) та США (Нью-Йорк, фестиваль сучасних опер Prototype, театр La Mama, церква св. Марії в Брукліні).

## Альтернативні проекти в театрі та музиці
Кінетична вистава «Але вітер» (режисер Влад Троїцький)
«Барабани і голос» (моно-вистава Дмитра Ярошенко)
Проект «Stereoorpheo» з Юрієм Хусточкою та Дмитром Ярошенком
Працював в якості концертного та сесійного музиканта з різними гуртами, композиторами та виконавцями.